# Cattedrale di Uppsala

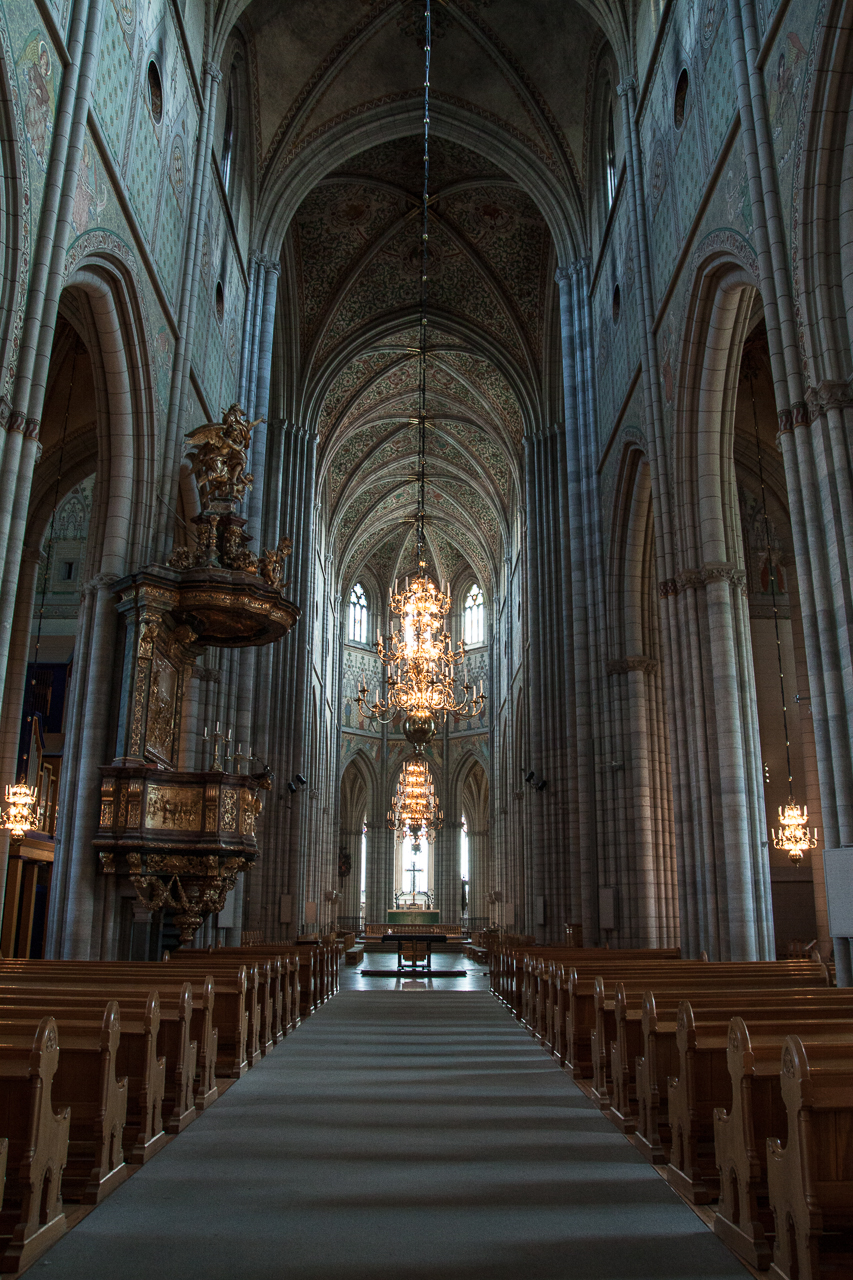
L'interno

La cattedrale di Uppsala (in svedese Uppsala domkyrka) è, con quella di Trondheim, la più grande cattedrale dell'Europa settentrionale ed il tempio principale della Chiesa di Svezia.
L'edificio ha le torri più alte della Scandinavia che tocca i 118,70 m, le sole guglie, realizzate nel 1892, sono alte entrambe 62 m.

## Storia
La sua costruzione iniziò nel 1287, fu inaugurata nel 1435, ad opere non ancora concluse, ed è dedicata a san Lorenzo, a Olaf ed a Erik di Svezia, patrono del paese.
Tra i numerosi personaggi della storia svedese che riposano nella cattedrale ci sono Erik IX il Santo, Gustav I Vasa, Laurentius Petri, Carl von Linné, Emanuel Swedenborg, Nathan Söderblom, Magnus Stenbock.

## Memoriale di Dag Hammarskjöld
Nella cattedrale si trova anche un monumento all'ex segretario generale dell'ONU Dag Hammarskjöld, premio Nobel per la pace, sul quale è scritto:
(Iscrizione sul Monumento a Dag Hammarskjöld nella Cattedrale di Uppsala)